# Grand Prix Júnior de Patinação Artística no Gelo na Eslováquia
O Grand Prix Júnior de Patinação Artística no Gelo na Eslováquia (muitas vezes intitulado: Grand Prize SNP e Skate Slovakia) é uma competição internacional de patinação artística no gelo de nível júnior. A competição é organizada pela União Internacional de Patinação (ISU), e disputada no outono, em alguns anos, como parte do Grand Prix Júnior de Patinação Artística no Gelo.

## Edições
| Ano        | Edição               | Cidade sede          | Júnior               | Júnior               | Júnior               | Júnior               | Ref                  |
| Ano        | Edição               | Cidade sede          | M                    | F                    | P                    | D                    | Ref                  |
| ---------- | -------------------- | -------------------- | -------------------- | -------------------- | -------------------- | -------------------- | -------------------- |
| 1997       | 1.ª                  | Banská Bystrica      | •                    | •                    | •                    | •                    | [ 1 ]                |
| 1998       | 2.ª                  | Banská Bystrica      | •                    | •                    | •                    | •                    | [ 2 ] [ 3 ]          |
| 1999– 2001 | Não houve competição | Não houve competição | Não houve competição | Não houve competição | Não houve competição | Não houve competição | Não houve competição |
| 2002       | 3.ª                  | Bratislava           | •                    | •                    | •                    | •                    | [ 4 ] [ 5 ]          |
| 2003       | 4.ª                  | Bratislava           | •                    | •                    | •                    | •                    | [ 6 ] [ 7 ]          |
| 2004       | Não houve competição | Não houve competição | Não houve competição | Não houve competição | Não houve competição | Não houve competição | Não houve competição |
| 2005       | 5.ª                  | Bratislava           | •                    | •                    | •                    | •                    | [ 8 ] [ 9 ]          |
| 2006– 2012 | Não houve competição | Não houve competição | Não houve competição | Não houve competição | Não houve competição | Não houve competição | Não houve competição |
| 2013       | 6.ª                  | Košice               | •                    | •                    | •                    | •                    | [ 10 ]               |
| 2014       | Não houve competição | Não houve competição | Não houve competição | Não houve competição | Não houve competição | Não houve competição | Não houve competição |
| 2015       | 7.ª                  | Bratislava           | •                    | •                    | –                    | •                    | [ 11 ]               |
| 2016– 2017 | Não houve competição | Não houve competição | Não houve competição | Não houve competição | Não houve competição | Não houve competição | Não houve competição |
| 2018       | 8.ª                  | Bratislava           | •                    | •                    | •                    | •                    | [ 12 ]               |

Legenda
- –  Evento não disputado neste ano

## Lista de medalhistas

### Individual masculino
| Evento                          | Ouro                         | Prata                             | Bronze                         |
| Banská Bystrica 1997 (detalhes) | Ivan Dinev · Bulgária        | Pavel Kersha · Rússia             | Juraj Sviatko · Eslováquia     |
| Banská Bystrica 1998 (detalhes) | Johnny Weir · Estados Unidos | Lukáš Rakowski · República Tcheca | Matthew Davies · Reino Unido   |
| 1999–2001                       | Não houve competição         | Não houve competição              | Não houve competição           |
| Bratislava 2002 (detalhes)      | Alexander Shubin · Rússia    | Nobunari Oda · Japão              | Yannick Ponsero · França       |
| Bratislava 2003 (detalhes)      | Andrei Griazev · Rússia      | Nobunari Oda · Japão              | Christopher Mabee · Canadá     |
| 2004                            | Não houve competição         | Não houve competição              | Não houve competição           |
| Bratislava 2005 (detalhes)      | Alexander Uspenski · Rússia  | Stephen Carriere · Estados Unidos | Philipp Tischendorf · Alemanha |
| 2006–2012                       | Não houve competição         | Não houve competição              | Não houve competição           |
| Košice 2013 (detalhes)          | Keiji Tanaka · Japão         | Zhang He · China                  | Mikhail Kolyada · Rússia       |
| 2014                            | Não houve competição         | Não houve competição              | Não houve competição           |
| Bratislava 2015 (detalhes)      | Roman Sadovsky · Canadá      | Vincent Zhou · Estados Unidos     | Denis Margalik · Argentina     |
| 2016–2017                       | Não houve competição         | Não houve competição              | Não houve competição           |
| Bratislava 2018 (detalhes)      | Stephen Gogolev · Canadá     | Mitsuki Sumoto · Japão            | Daniel Grassl · Itália         |

### Individual feminino
| Evento                          | Ouro                        | Prata                          | Bronze                          |
| Banská Bystrica 1997 (detalhes) | Viktoria Volchkova · Rússia | Amber Corwin · Estados Unidos  | Erin Pearl · Estados Unidos     |
| Banská Bystrica 1998 (detalhes) | Viktoria Volchkova · Rússia | Tamara Dorofejev · Hungria     | Erin Pearl · Estados Unidos     |
| 1999–2001                       | Não houve competição        | Não houve competição           | Não houve competição            |
| Bratislava 2002 (detalhes)      | Lina Johansson · Suécia     | Alissa Czisny · Estados Unidos | Natalie Mecher · Estados Unidos |
| Bratislava 2003 (detalhes)      | Mai Asada · Japão           | Katy Taylor · Estados Unidos   | Olga Naidenova · Rússia         |
| 2004                            | Não houve competição        | Não houve competição           | Não houve competição            |
| Bratislava 2005 (detalhes)      | Kim Yuna · Coreia do Sul    | Aki Sawada · Japão             | Elene Gedevanishvili · Geórgia  |
| 2006–2012                       | Não houve competição        | Não houve competição           | Não houve competição            |
| Košice 2013 (detalhes)          | Karen Chen · Estados Unidos | Alexandra Proklova · Rússia    | Riona Kato · Japão              |
| 2014                            | Não houve competição        | Não houve competição           | Não houve competição            |
| Bratislava 2015 (detalhes)      | Polina Tsurskaya · Rússia   | Mai Mihara · Japão             | Vivian Le · Estados Unidos      |
| 2016–2017                       | Não houve competição        | Não houve competição           | Não houve competição            |
| Bratislava 2018 (detalhes)      | Anna Shcherbakova · Rússia  | Anna Tarusina · Rússia         | You Young · Coreia do Sul       |

### Duplas
| Evento                          | Ouro                                                   | Prata                                                  | Bronze                                                 |
| Banská Bystrica 1997 (detalhes) | Viktoria Maxiuta · Vladislav Zhovnirski · Rússia       | Sabrina Lefrançois · Nicolas Osseland · França         | Carissa Guild · Andrew Muldoon · Estados Unidos        |
| Banská Bystrica 1998 (detalhes) | Laura Handy · Paul Binnebose · Estados Unidos          | Jacinth Lariviere · Lenny Faustino · Canadá            | Svetlana Nikolaeva · Alexei Sokolov · Rússia           |
| 1999–2001                       | Não houve competição                                   | Não houve competição                                   | Não houve competição                                   |
| Bratislava 2002 (detalhes)      | Julia Karbovskaya · Sergei Slavnov · Rússia            | Chantal Poirier · Jesse Sturdy · Canadá                | Tiffany Vise · Laureano Ibarra · Estados Unidos        |
| Bratislava 2003 (detalhes)      | Tatiana Kokoreva · Egor Golovkin · Rússia              | Anastasia Kuzmina · Stanislav Evdokimov · Rússia       | Amy Howerton · Steven Pottenger · Estados Unidos       |
| 2004                            | Não houve competição                                   | Não houve competição                                   | Não houve competição                                   |
| Bratislava 2005 (detalhes)      | Mariel Miller · Rockne Brubaker · Estados Unidos       | Valeria Simakova · Anton Tokarev · Rússia              | Theresa Mailling · Dominique Welsh · Canadá            |
| 2006–2012                       | Não houve competição                                   | Não houve competição                                   | Não houve competição                                   |
| Košice 2013 (detalhes)          | Maria Vigalova · Egor Zakroev · Rússia                 | Lina Fedorova · Maxim Miroshkin · Rússia               | Alessandra Cernuschi · Filippo Ambrosini · Itália      |
| 2014–2017                       | Não houve competição; 2015 não houve disputa de duplas | Não houve competição; 2015 não houve disputa de duplas | Não houve competição; 2015 não houve disputa de duplas |
| Bratislava 2018 (detalhes)      | Anastasia Mishina · Aleksandr Galiamov · Rússia        | Apollinariia Panfilova · Dmitry Rylov · Rússia         | Kseniia Akhanteva · Valerii Kolesov · Rússia           |

### Dança no gelo
| Evento                          | Ouro                                               | Prata                                             | Bronze                                           |
| Banská Bystrica 1997 (detalhes) | Flavia Ottaviani · Massimo Scali · Itália          | Olga Pogosian · Alexander Kirsanov · Rússia       | Olga Kudym · Anton Tereschenko · Ucrânia         |
| Banská Bystrica 1998 (detalhes) | Natalia Romaniuta · Daniil Barantsev · Rússia      | Kristina Kobaladze · Oleg Voiko · Ucrânia         | Jill Vernekohl · Jan Luggenhoelscher · Alemanha  |
| 1999–2001                       | Não houve competição                               | Não houve competição                              | Não houve competição                             |
| Bratislava 2002 (detalhes)      | Elena Romanovskaya · Alexander Grachev · Rússia    | Anna Zadorozhniuk · Sergei Verbillo · Ucrânia     | Siobhan Karam · Joshua McGrath · Canadá          |
| Bratislava 2003 (detalhes)      | Elena Romanovskaya · Alexander Grachev · Rússia    | Anna Zadorozhniuk · Sergei Verbillo · Ucrânia     | Morgan Matthews · Maxim Zavozin · Estados Unidos |
| 2004                            | Não houve competição                               | Não houve competição                              | Não houve competição                             |
| Bratislava 2005 (detalhes)      | Natalia Mikhailova · Arkadi Sergeev · Rússia       | Anna Cappellini · Luca Lanotte · Itália           | Trina Pratt · Todd Gilles · Estados Unidos       |
| 2006–2012                       | Não houve competição                               | Não houve competição                              | Não houve competição                             |
| Košice 2013 (detalhes)          | Anna Yanovskaya · Sergey Mozgov · Rússia           | Rachel Parsons · Michael Parsons · Estados Unidos | Holly Moore · Daniel Klaber · Estados Unidos     |
| 2014                            | Não houve competição                               | Não houve competição                              | Não houve competição                             |
| Bratislava 2015 (detalhes)      | Rachel Parsons · Michael Parsons · Estados Unidos  | Alla Loboda · Pavel Drozd · Rússia                | Sofia Shevchenko · Igor Eremenko · Rússia        |
| 2016–2017                       | Não houve competição                               | Não houve competição                              | Não houve competição                             |
| Bratislava 2018 (detalhes)      | Elizaveta Khudaiberdieva · Nikita Nazarov · Rússia | Elizaveta Shanaeva · Devid Naryzhnyy · Rússia     | Eliana Gropman · Ian Somerville · Estados Unidos |